# Konrad von Orelli
Konrad von Orelli (* 6. November 1788 in Zürich; † 10. Juli 1854 ebenda) war ein Schweizer Gymnasiallehrer für Französisch und Philosophie, Autor einer frühen Grammatik des Altfranzösischen.

## Leben und Werk
Konrad von Orelli war der Sohn des Landvogts David von Orelli (1759–1813) und der jüngere Bruder des Philologen Johann Caspar von Orelli.  Als reformierter Geistlicher (1810) war er von 1819 bis 1833 Lehrer für Französisch (später auch Latein) an der Bürgerschule in Zürich, von 1833 bis 1846 Professor der propädeutischen philosophischen Wissenschaften am Oberen Gymnasium ebenda und von 1837 bis 1853 Französischlehrer an der Unteren Industrieschule.
Orelli publizierte die erste (und entsprechend unvollkommene) Grammatik des Altfranzösischen: 
- Alt-Französische Grammatik, worin die Conjugation vorzugsweise berücksichtigt ist. Nebst einem Anhang von alten fabliaux et contes welche Schiller's Gang nach dem Eisenhammer, Wieland's Wasserkufe, Bürger's Lied von Treue, Langbein's Kirschbaum entsprechen; und einigen Bruchstücken aus dem Roman du Renart, Zürich 1830 (420 Seiten); 2. Auflage u. d. T. Alt-Französische Grammatik (Formenlehre) mit vielen Conjecturen und Berichtigungen, Zürich 1848 (429 Seiten)

## Weitere Schriften
- Ueber den Kampf des Rationalismus mit dem Supernaturalismus. Tübingen  1825
- Französische Chrestomathie. 3 Bände, Zürich 1836–1837
- Schachbüchlein. Aarau 1840
- Spinoza’s Leben und Lehre. Nebst einem Abrisse der Schelling’schen und Hegel’schen Philosophie. Aarau 1843, 1850
- Kritische Anweisung zum Roman de Rou und des Ducs de Normandie. Zürich 1845 (Schulprogramm Kantonsschule Zürich; es handelt sich um kritische Anmerkungen zu: Robert Wace: Roman de Rou et des Ducs de Normandie. Hrsg. von  Frédéric Pluquet. Rouen 1827.)
- Leichtfassliche Anleitung zum Schachspiel. Zürich 1852